# جون د. راي
جون د. راي (بالإنجليزية: John D. Ray)‏ هو عالم مصريات بريطاني، ولد في 22 ديسمبر 1945.